# Sajóvámos
Sajóvámos naselje u Boršod-abaújsko-zemplénskoj županiji, Mađarska.

## Vanjske poveznice
- [neaktivna poveznica]